# 柳川市
柳川市（やながわし）は、福岡県の筑後地方の南西部に位置する市。市域のうち旧柳川市域、旧三橋町域は福岡都市圏に属している。

## 概要
筑後地方の主要都市であり、鉄道では福岡市から西鉄天神大牟田線で約45分、久留米市や大牟田市から約15分の距離にある。
市内を掘割が縦横に流れることから水の都と呼ばれ、筑後地方南西部における商業の中心地であるとともに、鰻のせいろ蒸しなど鰻料理、掘割を使った川下り、旧藩主立花氏の別邸である立花氏庭園（御花）が知られる。このほかにも干拓地を中心としたい草の栽培、有明海における海苔の養殖なども盛んである。
市域の中心部に旧柳河藩の城下町と西鉄柳川駅周辺からなる現在の市街地が形成されており、市街地を取り囲むように住宅地及び農地が広がっている。西鉄柳川駅周辺は福岡市の郊外・ベッドタウンの様相であり、城下町から発展した城内地区とは雰囲気が異なっている。市内を西鉄天神大牟田線が南北に貫いており、福岡市、久留米市への通勤路線となっている。

## 地理

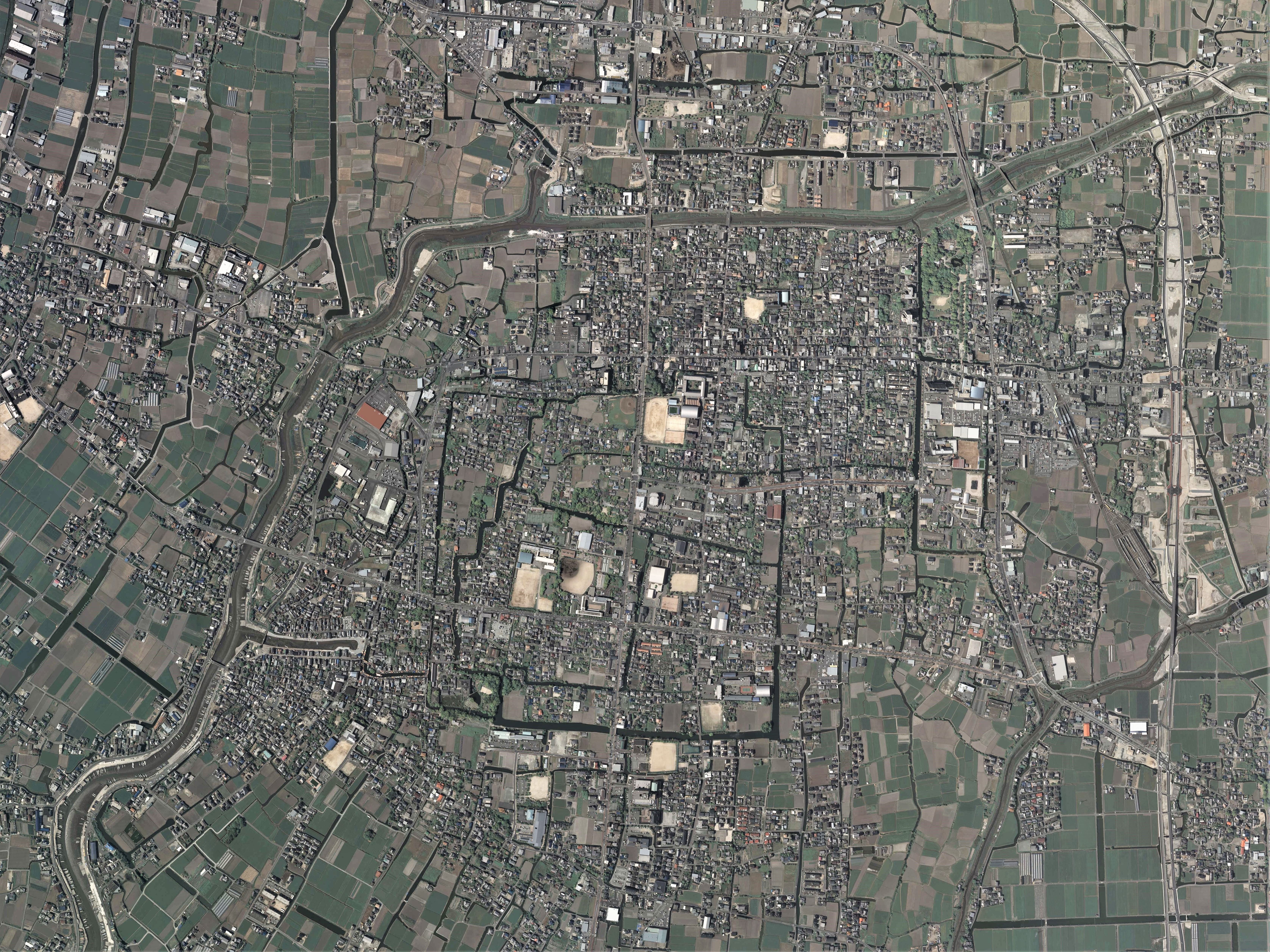
柳川市中心部周辺の空中写真。
2008年5月3日撮影の12枚を合成作成。。

福岡県の南部、筑後地方の南西部に位置し、北九州市から南南西に約100 km、福岡市から南に約50 km、久留米市から南西に約20 km、大牟田市から北西に約15 kmの距離にある。
市のほぼ全域が平坦地であるため、市域面積77.2 km2のうち、99.8%(約77.0 km2) が可住地であり、可住地面積は県内6位の広さである。
市形は南北12 km、東西11 kmのひし形ないしはダイヤモンド形をしているが、地理的な特徴を理解するには扇形と言ったほうがイメージに近い。即ち、市の北東部を扇の要に見立てると、西を筑後川、南東を矢部川という一級河川が扇の両端を形成しており、その間を矢部川から分岐した沖端川、二ツ川、塩塚川が市内を貫流する。矢部川を含めて各河川は扇の骨のように北東から南西方向に流れており、いずれも市の南西で有明海に注ぎ込む。そして、各河川から分流する掘割が市内を縦横に走っている。
市の全域が筑紫平野に含まれており、市の北東部2/3が沖積平野、南西1/3が干拓地で構成される。市域の多くは古くから人工的に開拓・干拓されてきた。干拓地は江戸時代から昭和にかけて徐々に造成されたため、海岸線に平行して各時代の干拓堤防と堤防沿いの集落が連なる。標高は最高でも5-6 mしかない起伏の少ない低平地であり、有明海に向かって緩やかに傾斜している。
市の表層の全ては砂・礫・泥からなる沖積地堆積物で形成されており、そのうち表土層の5-20 mには、極めて軟弱で含水比が70%と高い「有明粘土層」が分布している。筑紫平野の沖積地堆積物は厚く重なっており、基盤の深度は柳川付近で最深部を形成し、その深度は海面下900mを超えるとされる。

### 隣接する市町村
- 福岡県
  - 大川市
  - 筑後市
  - みやま市
  - 三潴郡大木町
- 佐賀県
  - 佐賀市[注釈 1]

### 地名
三橋町・大和町の両町は従来の大字の前に旧町名を冠している。市外局番は全域が0944（瀬高MA）。
- 曙町（旧柳河町）
- 旭町（旧柳河町）
- 恵美須町（旧柳河町）
- 鍛冶屋町（旧柳河町）
- 片原町（旧柳河町）
- 蟹町（旧柳河町）
- 上町（旧柳河町）
- 北長柄町（旧柳河町）
- 京町（旧柳河町）
- 糀屋町（旧柳河町）
- 小道具町（旧柳河町）
- 細工町（旧柳河町）
- 材木町（旧柳河町）
- 新船津町（旧柳河町）
- 新町（旧柳河町）
- 隅町（旧柳河町）
- 辻町（旧柳河町）
- 椿原町（旧柳河町）
- 出来町（旧柳河町）
- 常盤町（旧柳河町）
- 中町（旧柳河町）
- 西魚屋町（旧柳河町）
- 八軒町（旧柳河町）
- 東魚屋町（旧柳河町）
- 保加町（旧柳河町）
- 南長柄町（旧柳河町）
- 本船津町（旧柳河町）
- 元町（旧柳河町）
- 八百屋町（旧柳河町）
- 横山町（旧柳河町）
- 一新町（旧城内村）
- 奥州町（旧城内村）
- 鬼童町（旧城内村）
- 坂本町（旧城内村）
- 新外町（旧城内村）
- 城隅町（旧城内村）
- 城南町（旧城内村）
- 袋町（旧城内村）
- 本城町（旧城内村）
- 本町（旧城内村）
- 宮永町（旧城内村）
- 茂庵町（旧城内村）
- 柳町（旧城内村）
- 稲荷町（旧沖端村）
- 沖端町（旧沖端村）
- 矢留町（旧沖端村）
- 筑紫町（旧沖端村：1953年、筑紫より町名設置）
- 矢留本町（旧沖端村：1953年、矢留村より町名設置）
- 下宮永町（旧東宮永村：1953年、下宮永より町名設置）
- 佃町（旧東宮永村：1953年、佃より町名設置）
- 上宮永町（旧西宮永村：1953年、上宮永より町名設置）
- 弥四郎町（旧西宮永村：1953年、弥四郎より町名設置）
- 吉富町（旧西宮永村：1953年、吉富より町名設置）
- 有明町（旧両開村：1953年、西開より町名設置）
- 大浜町（旧両開村：1953年、東開より町名設置）
- 蒲生（旧蒲池村）
- 金納（旧蒲池村）
- 高島（旧蒲池村）
- 立石（旧蒲池村）
- 西蒲池（旧蒲池村）
- 東蒲池（旧蒲池村）
- 矢加部（旧蒲池村）
- 久々原（旧久間田村→昭代村）
- 田脇（旧久間田村→昭代村）
- 七ツ家（旧久間田村→昭代村）
- 間（旧久間田村→昭代村）
- 古賀（旧浜武村→昭代村）
- 西浜武（旧浜武村→昭代村）
- 南浜武（旧浜武村→昭代村）
- 吉原（旧浜武村→昭代村）
- 橋本町（1953年、干拓により発足）
- 昭南町（1964年、干拓により発足）

大和町
- 明野
- 栄
- 皿垣開
- 塩塚
- 鷹ノ尾
- 徳益
- 豊原
- 中島
- 六合
- 永田開（1923年、干拓により発足）
- 谷垣（1929年、干拓により発足）
- 大坪（1974年、干拓により発足）

三橋町
- 磯鳥
- 今古賀
- 枝光
- 江曲
- 起田
- 蒲船津
- 木元
- 五拾町
- 下百町
- 白鳥
- 高畑
- 棚町
- 垂見
- 中山
- 新村
- 久末
- 百町
- 藤吉
- 正行
- 柳河
- 吉開

### 人口
| |                                        |  |
| 柳川市と全国の年齢別人口分布（2005年） | 柳川市の年齢・男女別人口分布（2005年） |  |
| ■紫色 ― 柳川市 ■緑色 ― 日本全国 | ■青色 ― 男性 ■赤色 ― 女性              |  |
| 柳川市（に相当する地域）の人口の推移 \| 1970年（昭和45年） \| 82,263人 \| \| \| 1975年（昭和50年） \| 80,984人 \| \| \| 1980年（昭和55年） \| 82,185人 \| \| \| 1985年（昭和60年） \| 81,863人 \| \| \| 1990年（平成2年） \| 80,531人 \| \| \| 1995年（平成7年） \| 79,806人 \| \| \| 2000年（平成12年） \| 77,612人 \| \| \| 2005年（平成17年） \| 74,539人 \| \| \| 2010年（平成22年） \| 71,375人 \| \| \| 2015年（平成27年） \| 67,777人 \| \| \| 2020年（令和2年） \| 64,475人 \| \| |                                        |  |
| 総務省統計局 国勢調査より |                                        |  |
| 1970年（昭和45年） | 82,263人                               |  |
| 1975年（昭和50年） | 80,984人                               |  |
| 1980年（昭和55年） | 82,185人                               |  |
| 1985年（昭和60年） | 81,863人                               |  |
| 1990年（平成2年） | 80,531人                               |  |
| 1995年（平成7年） | 79,806人                               |  |
| 2000年（平成12年） | 77,612人                               |  |
| 2005年（平成17年） | 74,539人                               |  |
| 2010年（平成22年） | 71,375人                               |  |
| 2015年（平成27年） | 67,777人                               |  |
| 2020年（令和2年） | 64,475人                               |  |

## 歴史
柳川地域の歴史は、約2千数百年前の弥生土器が柳川市郊外の蒲池地域に出土していることから古く、その頃からこの地域で稲作が始まったと推定されているが、都市としての柳川は、戦国時代に柳河城主の蒲池氏の城下として生まれ、安土桃山時代は田中氏の、江戸時代は立花氏の柳河藩の城下町となり現在に至る。

### 古代
市北部の蒲池地区、南東部の鷹尾地区には弥生時代の土器が出土している。869年に鷹尾地区に鷹尾神社が創建され、同神社の中世以降の文書は国の重要文化財に指定されている。
平安時代の藤原純友の乱の時には、大宰府を占領した純友の弟である藤原純乗が柳川まで進出したが、大宰権帥の橘公頼とその子の橘敏通が蒲池城で撃退した。敏通の子孫である大宰府官の橘氏が領主となる。

### 中世
12世紀には平家の落武者が柳川市沖の端地区に落ち延び定住したと伝えられる。
鎌倉時代に嵯峨源氏の流れを汲む源久直（蒲池久直）が地頭職となり、蒲池氏となる（蒲池氏は藤原純友の末裔との伝承もある）。室町時代に筑後宇都宮氏の宇都宮久憲（蒲池久憲）が蒲池氏を継ぎ、南筑後での有力氏族となった。16世紀に蒲池治久が蒲池城の支城を築き、これが後の柳河城となる。

### 近世
戦国時代には蒲池鑑盛が筑後守護職でもある大友氏方の国人領主となる一方で、大友氏、龍造寺氏、島津氏の有力な戦国大名の勢力が筑後国で激突したため、戦国後期での柳川を含めた筑後地方の歴史は複雑である。
1581年に蒲池鎮漣（鎮並）が龍造寺隆信に謀殺され、柳河城は落城し龍造寺氏が進駐した。1584年には大友氏の高橋紹運・戸次道雪（立花道雪）が筑後へ進出すると、同年に島原の沖田畷の戦いで龍造寺氏を破った島津氏が1586年には筑後に進出。両者は筑後・筑前両国で争い、島津氏が優勢だったが1587年の豊臣秀吉の九州出陣によって九州は一挙に統一・平定された。
秀吉の九州仕置によって、高橋紹運の実子で立花道雪の養子となった立花宗茂が南筑後13万2千石の領主として柳河城に入城した。宗茂は朝鮮出兵に従軍し活躍したが、1600年の関ヶ原の戦いで西軍についたため所領を没収された。
立花氏に代わって、関ヶ原で石田三成を捕らえる功を上げた田中吉政が岡崎城から筑後国32万5千石の領主として柳河城に入城し、柳河藩を立藩した。吉政は柳河城周辺の掘割整備のほかに、五層天守閣の構築に着手するなど、柳川の城下町としての基礎を整えた。さらに、矢部川の治水、有明海の干拓堤防の築堤（慶長本土居）、荒地開墾、交通網の整備（久留米柳川往還、現県道23号線）によって藩の財政的な基盤を固めた。
しかし、田中氏は2代で無嗣断絶。この間、立花宗茂は関ヶ原後に浪人となったが、徳川家康に引き上げられ陸奥棚倉3万5千石の大名となっていた。宗茂は田中家断絶後の旧領柳河に10万9千石の大名として返り咲き、以後明治まで立花氏が藩主となる。
1697年に4代藩主立花鑑任が藩主別邸として「御花」こと「松涛館」を建設。御花は現在でも立花家現当主によって経営されており、一般に公開され、一部は宿泊、結婚式場としても利用されている。
1862年には横綱土俵入りの不知火型の創始者とも言われる雲龍久吉が10代横綱となった。

### 近現代
1871年（明治4年）の廃藩置県によって柳河藩は柳河県となり、その後柳河県は三潴県（旧久留米藩）に統合されたが、1876年（明治9年）に福岡県に編入されて落ち着いた。1872年（明治5年）の失火により天守閣を含む柳河城は全焼した。城跡は学校（柳川市立柳城中学校・私立柳川高等学校）となり、石垣は干拓地の堤防に利用されたため、城跡を示すものはわずかしか残っていない。
1937年（昭和12年）に電気鉄道の九州鉄道（現在の西鉄天神大牟田線）が柳川経由で開通。現在では福岡で随一の通勤路線となっている。
1953年（昭和28年）6月に九州一帯を襲った昭和28年西日本水害では市内各所で被害。特に旧三橋町では、町域の大半が泥海と化した。

#### 行政区域の変遷
- 1889年（明治22年）4月1日 - 町村制施行により、現在の市域にあたる以下の町村が発足。山門郡柳河町・東宮永村・西宮永村・城内村・沖端村・両開村・川北村・川辺村・宮ノ内村・垂見村・塩塚村・鷹尾村・有明村。三潴郡浜武村・久間田村・蒲池村。
- 1907年（明治40年）3月20日 - 川北村・川辺村・宮ノ内村・垂見村が対等合併し、三橋村が発足。塩塚村・鷹尾村・有明村が対等合併し、大和村が発足。
- 1937年（昭和12年）1月1日 - 浜武・久間田両村が対等合併して昭代村が誕生する。
- 1951年（昭和26年）4月1日 - 柳河町と東宮永・西宮永・城内・沖端・両開の5村が対等合併し、柳川町が発足。
- 1952年（昭和27年）4月1日 - 柳川町が市制施行。柳川市となる。
- 1952年（昭和27年）6月1日 - 三橋村が町制施行。三橋町となる。
- 1952年（昭和27年）9月1日 - 大和村が町制施行。大和町となる。
- 1955年（昭和30年）1月1日 - 昭代・蒲池の2村を柳川市に編入。
- 2005年（平成17年）3月21日 - 柳川市・三橋町・大和町が対等合併して、新市制による柳川市が発足（旧柳川市は解散）。

旧来の柳川市と三橋町は市街地が連続するなど一体化していることから、「柳川」の名を冠した官庁や西鉄の駅が旧三橋町域にあるという事態が長く続いていたが、2005年（平成17年）の合併で名実ともに「柳川市」に存在することとなり、違和感は解消されつつある。しかしその一方で、他の合併都市にもみられるように、旧市町の“壁”を取り払った、市全体としての街づくりが課題となっている。
旧三橋町域にある「柳川」「柳河」の名がついた主な施設としては以下のものがある。
- 福岡県柳川総合庁舎（南筑後県土整備事務所柳川支所、南筑後保健福祉環境事務所、大牟田県税事務所山門地区県税相談窓口など）
- 福岡県警察柳川警察署
- 西鉄柳川駅（特急停車駅。市内に無いにもかかわらず、旧柳川市においても中心駅として機能していた）
- 福岡県立柳河特別支援学校

また、旧三橋町には柳河という大字が存在した（現・柳川市三橋町柳河）。1987年に廃止された佐賀線の筑後柳河駅は上記の三橋町大字柳河に所在した。

### 歴代市長
2005年（平成17年）3月21日、隣接する三橋町・大和町と対等合併し、旧市名はそのままに新市制が施行された。
| 代           | 氏名         | 就任日        | 退任日        | 備考                   |
| 旧・柳川市長 | 旧・柳川市長 | 旧・柳川市長  | 旧・柳川市長  | 旧・柳川市長           |
| ------------ | ------------ | ------------- | ------------- | ---------------------- |
| 初-2         | 古賀慶蔵     | 1952年4月1日  | 1959年4月30日 |                        |
| 3-7          | 古賀杉夫     | 1959年5月1日  | 1979年4月30日 |                        |
| 8-9          | 乗富光義     | 1979年5月1日  | 1985年7月26日 | 収賄容疑で逮捕され辞職 |
| 10-13        | 小宮徹       | 1985年9月8日  | 2001年9月7日  |                        |
| 14           | 河野弘史     | 2001年9月8日  | 2005年3月20日 |                        |
| 柳川市長     |              |               |               |                        |
| －           | 矢ケ部広巳   | 2005年3月21日 | 2005年4月24日 | 市長職務執行者         |
| 初           | 石田宝蔵     | 2005年4月24日 | 2009年4月23日 | 旧大和町長             |
| 2-5          | 金子健次     | 2009年4月24日 | 2025年4月23日 |                        |
| 6            | 松永久       | 2025年4月24日 | 現職          |                        |

## 行政

### 市長
- 松永久（1期目）
- 任期：2029年4月23日

### 市議会
- 定数：19人
- 任期：2026年10月20日

### 役所所在地
市議会設置庁舎は柳川庁舎。
- 柳川庁舎（本庁）: 柳川市本町87番1号
- 三橋庁舎（支庁）: 柳川市三橋町正行431番地
- 大和庁舎（支庁）: 柳川市大和町鷹ノ尾120番地

### 財政状況
令和3(2021)年度の財政力指数は0.46と、福岡県平均の0.53を下回っている。人口の減少や高齢化比率の高止まりに加え、市の基幹産業が農漁業中心で企業が少なく、財政基盤が弱い地域であるため。一方で人口1000人当たりの職員数は6.74人と県平均の8.42人を下回っているが、これは平成17年から平成27年までの定員削減計画が完了し、削減目標の81人を上回る114人の削減を達成したためである。将来負担比率は42.4％と県平均の49.0％を大きく上回っており、将来負担が大きくなっている。これは、柳川市・みやま市一般廃棄物処理施設整備事業に伴い、地方債の残高が増加したためである。このため、今後は一層の行財政改革が必要とされている。

### 再開発事業
現在、西鉄柳川駅・中島駅周辺で2つの事業が行われている。
柳川駅東部土地区画整理事業
これは、有明海沿岸道路の建設が予定されている、柳川駅東側で東口を開設することにより、同駅を中心とした市街地の形成、市東部住民の利便性向上並びに通勤時間帯を中心に駅送迎の車で渋滞の激しい西口の混雑緩和を狙うものである。
東口駅舎の完成は平成26年春の予定で、同時に東西自由通路や西口駅前広場の再整備も行われ、交通の結節機能が向上する見込み。
中島地区密集住宅地改善事業
これは、住宅や商店が密集している中島駅周辺で、住環境の改善を図る事業である。

### 公共施設
- 柳川市民文化会館
- 柳川市民体育館
- 柳川古文書館
- 柳川市立図書館
- 柳川市消防本部
  - 柳川消防署
  - 柳川消防署東部出張所
- 福岡県警察柳川警察署管内
  - 昭代交番
  - 京町交番
  - 大和交番
  - 西鉄駅前交番
  - 金納駐在所
  - 垂見駐在所

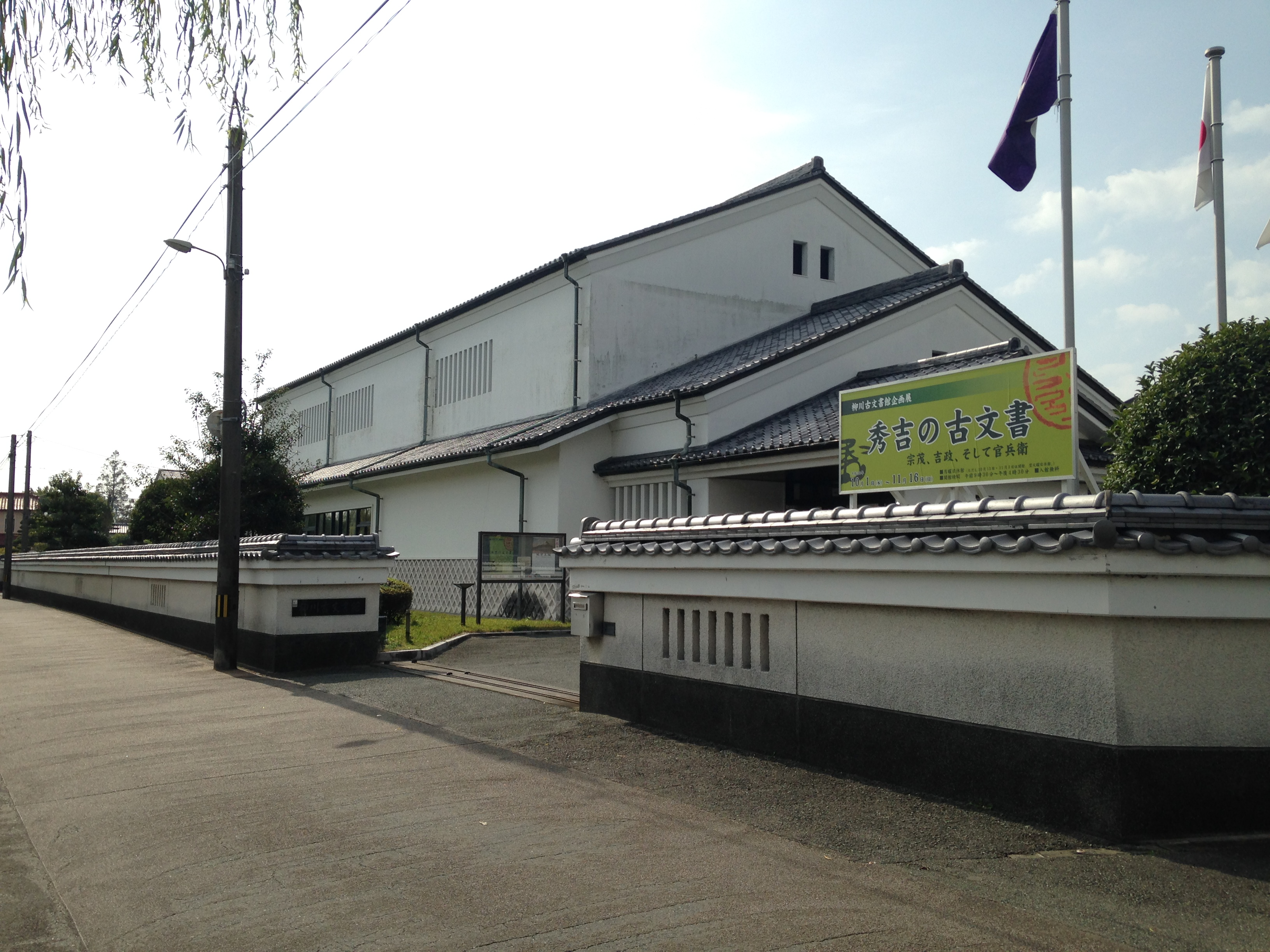
柳川古文書館

治安状況は総じて安全である。2005年における刑法犯認知件数は981件と前年（1022件）から4%減少した。人口比発生率は1.32%であり、福岡県平均2.11%はもちろん、全国平均1.78%よりも低く、県内28市のなかでは4位の低さである。交通事故発生件数は667件と前年（681件）から減少した。人口比発生率は0.89%と全国平均0.73%をやや上回るものの、福岡県平均1.03%よりも低い。

### 姉妹・友好都市
- 竹田市（大分県）
  - 1982年4月3日姉妹都市締結[6]
- 延岡市（宮崎県）
  - 1984年11月6日友好都市締結[6]
- Steenwijkerland（オランダ、旧Brederwiede、1973年〜、継続不明）[7]

## 教育

### 高等学校
- 福岡県立伝習館高等学校
- 学校法人柳商学園柳川高等学校
- 学校法人杉森学園杉森高等学校

### 中学校
市立
- 柳川市立柳城中学校
- 柳川市立柳南中学校
- 柳川市立昭代中学校
- 柳川市立蒲池中学校
- 柳川市立三橋中学校
- 柳川市立大和中学校

### 小学校
市立
- 柳川市立柳河小学校
- 柳川市立城内小学校
- 柳川市立蒲池小学校
- 柳川市立昭代第一小学校
- 柳川市立昭代第二小学校
- 柳川市立東宮永小学校
- 柳川市立矢留小学校

- 柳川市立両開小学校
- 柳川市立藤吉小学校
- 柳川市立矢ヶ部小学校
- 柳川市立二ツ河小学校
- 柳川市立中山小学校
- 柳川市立垂見小学校
- 柳川市立やまと小学校

### その他の学校
特別支援学校
- 福岡県立柳河特別支援学校

専修学校・専門学校
- ハリウッドワールド美容専門学校
- 学校法人高木学園専門学校柳川リハビリテーション学院

その他
- ボートレーサー養成所 - 一般財団法人日本モーターボート競走会が運営。日本唯一のボートレーサー養成施設。

## 産業
市内総生産: 1,743億円（2020年度）

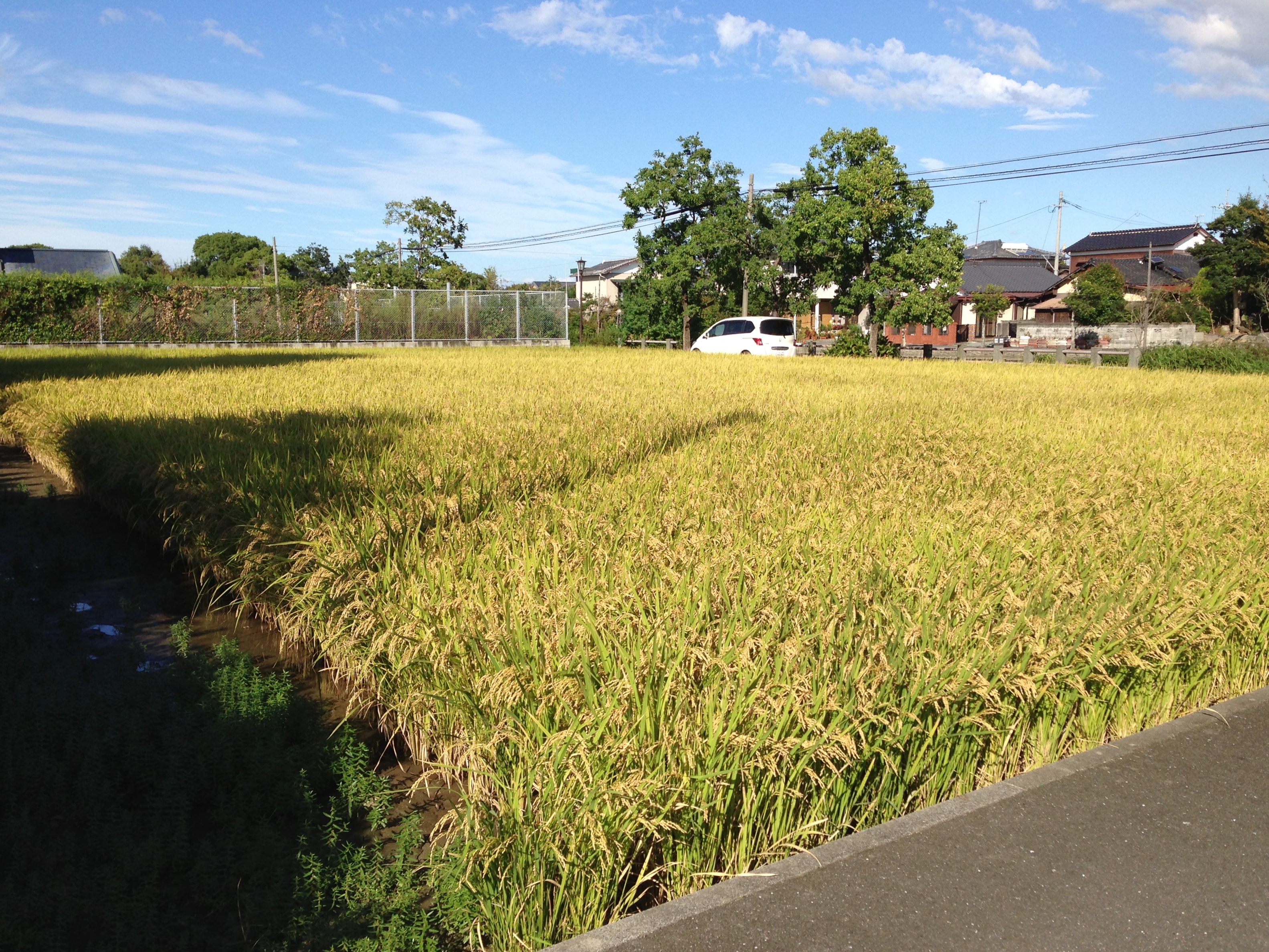
旧柳河城下地区の田んぼ

- 第一次産業 - 151億円（従事者は13.1%）: 干拓地における米・イグサの栽培、有明海沿岸部における海苔の養殖、漁業。
- 第二次産業 - 296億円（従事者は28.1%）:海苔用の機械や鉄鋼業、 IC（集積回路）関連の事業所や市西部での木工産業などが立地。
- 第三次産業 - 1296億円（従事者は57.9%）: 観光業が盛んなほか、市中心部において商業施設・事業所が集積。
- 昼夜人口比率は91.5%[8]
- 平成17年国勢調査によれば、他主要都市での従業・通学者数は、福岡市1826人、久留米市2666人、大牟田市2264人、大川市2778人、筑後市1233人となっている。第一次産業、第二次産業、第三次産業である[9]。

### 漁港
- 沖端漁港
- 久間田漁港
- 両開漁港
- 東宮永漁港
- 有明漁港
- 皿垣開漁港
- 中島漁港

### 特産品
- 有明海苔
- 粕漬（タイラギ、ウミタケガイ）
- うなぎの蒸籠蒸し
- 水産品（クッゾコ、ワラスボ、ムツゴロウ、シャッパ、タイラギ、アサリ、サルボウ、メカジャ、ワケなど）
- 柳川まり
- 柳川神棚
- 流しびな
- クラゲ素麺

### 企業
- 西日本ガス
- 柳川農業協同組合

### 主な商業施設
- 柳川ショッピングモール
- ゆめモール柳川

## 交通

### 鉄道
- 西日本鉄道
  - 天神大牟田線
    - - 蒲池駅 - 矢加部駅 - 西鉄柳川駅 - 徳益駅 - 塩塚駅 - （中島信号場） - 西鉄中島駅 -

中心駅は西鉄柳川駅（特急停車駅）。福岡市・春日市・久留米市・大牟田市との間を結ぶ。
2005年の合併直前の旧柳川市域にあるのは蒲池駅だけであり、西鉄柳川駅は旧三橋町域にある。
廃止路線
- 1932年（昭和7年）2月21日まで柳河軌道が柳河町と瀬高町（いずれも当時）の矢部川駅（現瀬高駅）を結んでいた。御仁橋、三橋、蒲船津、柳河の4駅が存在した。後述の国鉄佐賀線開業に伴い廃線となった。
- 1987年（昭和62年）3月28日まで国鉄佐賀線が市内を通り佐賀市と瀬高町を諸富町（当時）および大川市経由で結んでおり、旧三橋町内に三橋、百町、筑後柳河の3駅が存在した。のちに後述の並行するバス路線が開設されたことで旅客がバスに流れ、特定地方交通線に指定され廃止された。

### バス
- 西鉄バス（西鉄バス久留米） - 西鉄柳川駅を起終点とし、大川市中心部および佐賀市諸富町を経て佐賀市中心部に至る路線と、市北西部の沖ノ端・昭代地区および大川市南部の川口・大野島を経て佐賀市南東部の早津江に至る路線の2路線。
  - 1（佐賀発は42）：西鉄柳川 - 兼木 - 中原 - 大川橋 - 諸富 - 南佐賀 - 佐賀駅バスセンター
  - 6：西鉄柳川 - 御花前 - 昭代支所前 - 大野島農協前 - 早津江
- 堀川バス - 西鉄柳川駅を経由して柳川市中心部と瀬高駅（みやま市）を結ぶ路線を運行する。
  - 瀬高駅前 - 山門高校前 - 三橋 - 西鉄柳川 - 布橋 - 杉森高校前 - 亀の井ホテル柳川
- 柳川市コミュニティバス「べにばな号」 - コミュニティバス。主に西鉄バス・堀川バスの沿線以外の市内各地で曜日を限定して運行する。

### 遠隔地との連絡
- 空港：佐賀空港が最寄りで柳川市内との間に予約制のリムジンタクシーがある。福岡空港も利用可能（ただし柳川市内との間を直接結ぶ公共交通はない）。
- 新幹線駅：筑後船小屋駅（九州新幹線）が最寄りであるが柳川市内との間を直接結ぶ公共交通はない。JR在来線駅は瀬高駅が最寄り。

### 道路

#### 高速道路
- 有明海沿岸道路（地域高規格道路）
  - 大和南IC - 大和北IC - 徳益IC - 柳川東IC - 柳川西IC

※無料で通行可能であるが、全国的な高速道路網とは直接つながっていない。なお、全国的な高速道路網とつながっている高速道路の最寄りインターチェンジは九州自動車道みやま柳川ICである。

#### 一般国道
- 国道208号
- 国道385号
- 国道443号

#### 主要地方道
- 福岡県道・佐賀県道18号大牟田川副線
- 福岡県道23号久留米柳川線
- 福岡県道83号大和城島線

#### 一般県道
- 福岡県道702号柳川城島線
- 福岡県道703号柳川筑後線
- 福岡県道714号高田柳川線
- 福岡県道716号水田大川線
- 福岡県道766号橋本辻町線
- 福岡県道767号本町新田大川線
- 福岡県道769号新田西蒲池線
- 福岡県道770号枝光今古賀線
- 福岡県道771号谷垣徳益線
- 福岡県道772号徳益蒲船津線
- 福岡県道773号木元白鳥線

#### 市道
- 柳川市道内堀線（水辺の散歩道）

市街地を東西に流れる幹線水路に沿う約800 m区間の市道で、「水辺の散歩道」とも呼ばれている。1979年（昭和54年）国土庁の伝統的文化都市環境保存地区整備事業として環境整備と併せて整備された遊歩道で、1986年（昭和61年）8月10日に、旧建設省と「道の日」実行委員会により制定された「日本の道100選」に選定されている。東から西へ順に、A・B・Cの三つのゾーンで構成される。Aゾーンはかつて袋小路と呼ばれた通りで、掘割の護岸は自然石、路面は木目入りコンクリート平板と木レンガの舗装がなされており、北原白秋の袋町遊歩道歌碑と白秋の高弟である宮柊二の歌碑が建立されている。Bゾーンは、玉石護岸に植栽を残す掘割沿いの道で、対岸には「花菖蒲園」があり5月下旬から6月上旬にかけてのハナショウブ開花期は最も観光客で賑わう。Cゾーンは石畳と砂敷を調和させた舗装の通りで、沿道に木村緑平句碑、長谷健文学碑、河野静雲句碑、白秋の「弥兵衛門橋の歌碑」のほか、世に珍しい「うなぎ供養碑」がある。

## 名所・旧跡・観光スポット

### 中心部

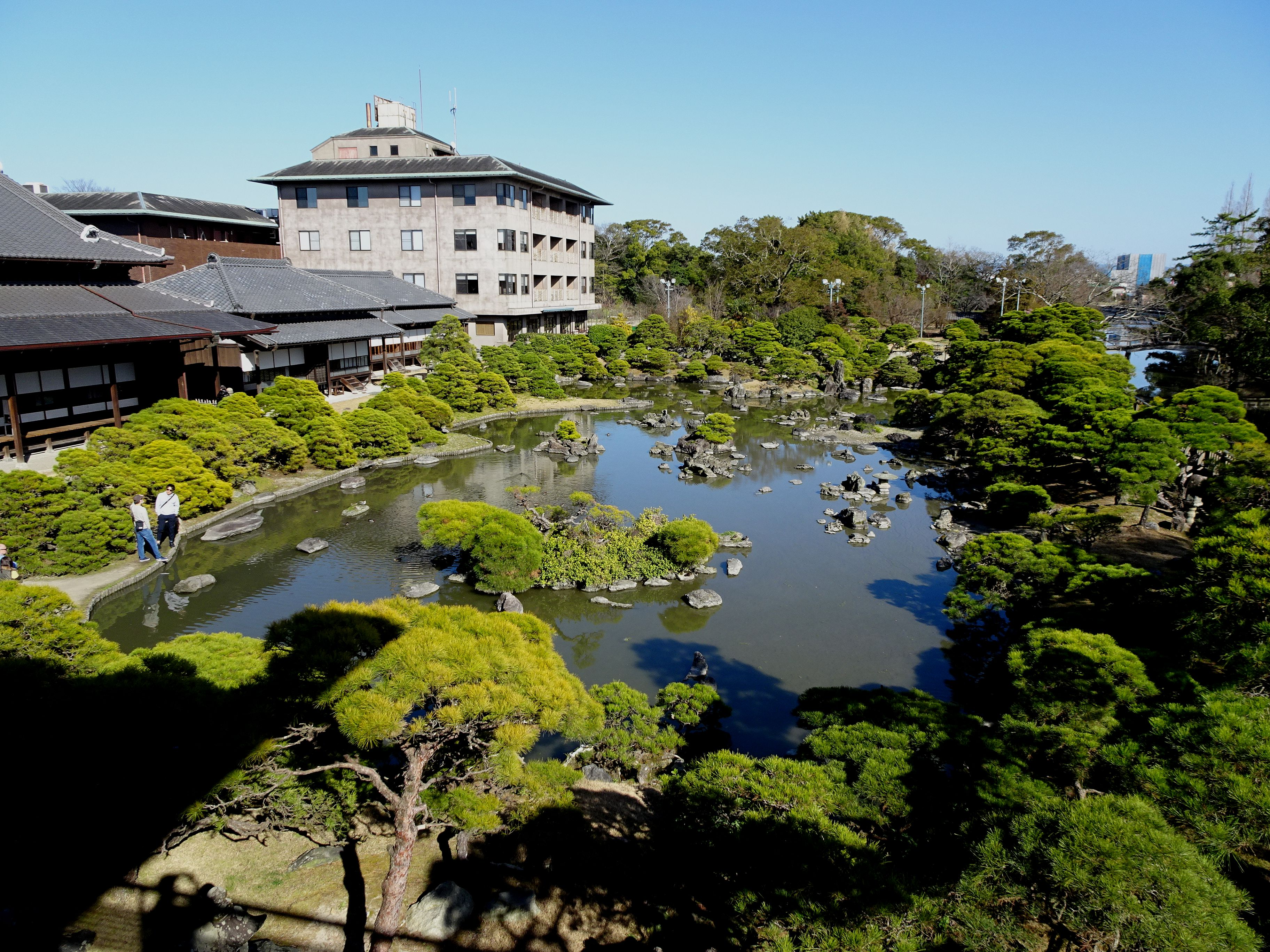
松濤園（お花）

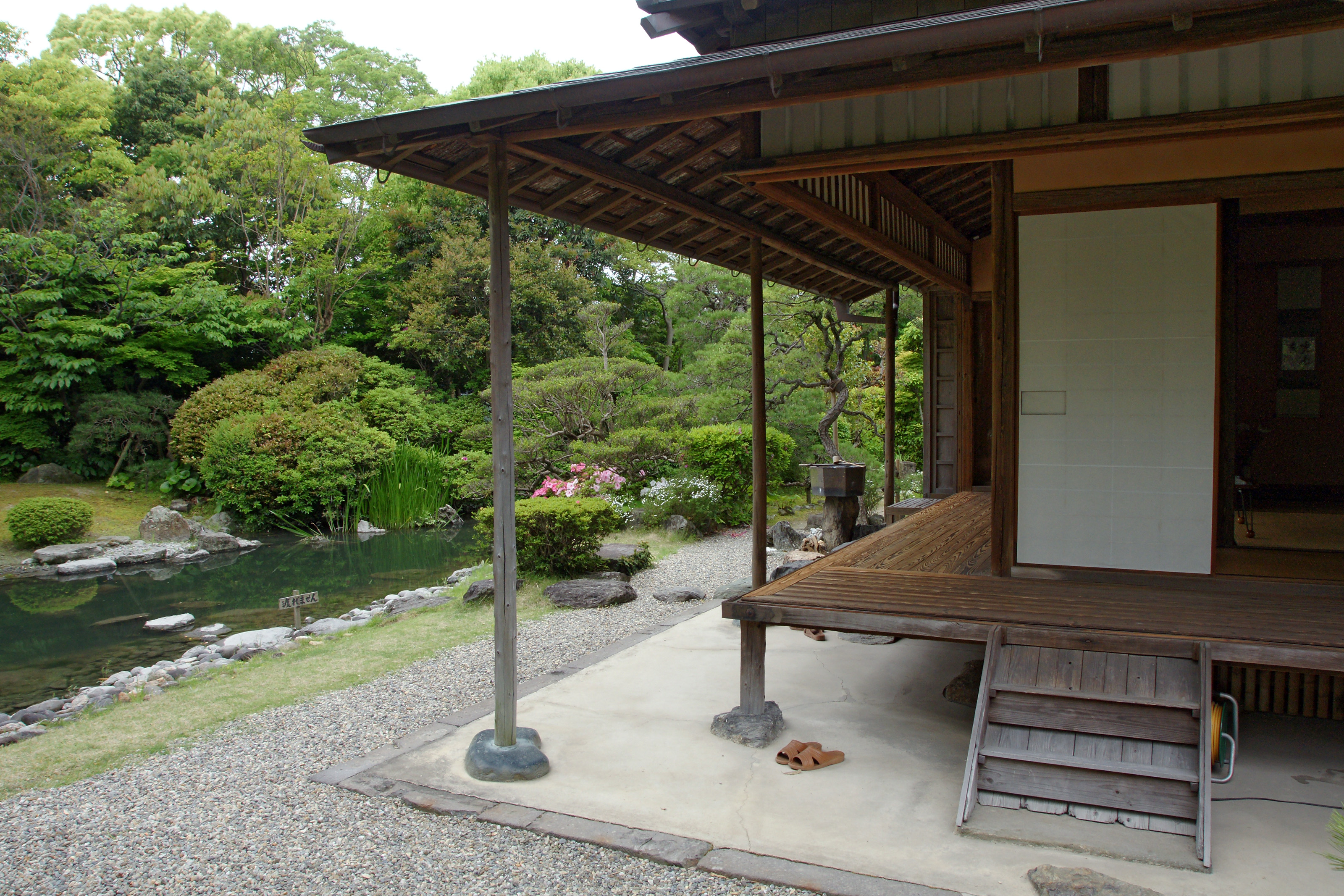
旧戸島家住宅

西鉄柳川駅西側（旧三橋町西端部）から柳川市中心部にかけての地域に多くの名所旧跡や観光スポットがある。
- 柳川川下り
- 三柱神社 - 2005年に放火による火災で大部分が焼失し再建途上である。
- 並倉
- 柳川城址 - 国史跡。
- 弥剣神社
- 福厳寺
- 良清寺
- 立花氏庭園（御花・松濤園） - 国の名勝。
- 旧戸島家住宅 - 庭園は国の名勝。
- 北原白秋生家・北原白秋記念館
- やながわ有明海水族館
- 矢留大神宮
- 沖端水天宮
- 涅槃像 - 等応寺
- 市内に多数ある北原白秋、檀一雄、長谷健、木村緑平などの歌碑、詩碑、句碑

### その他の地域

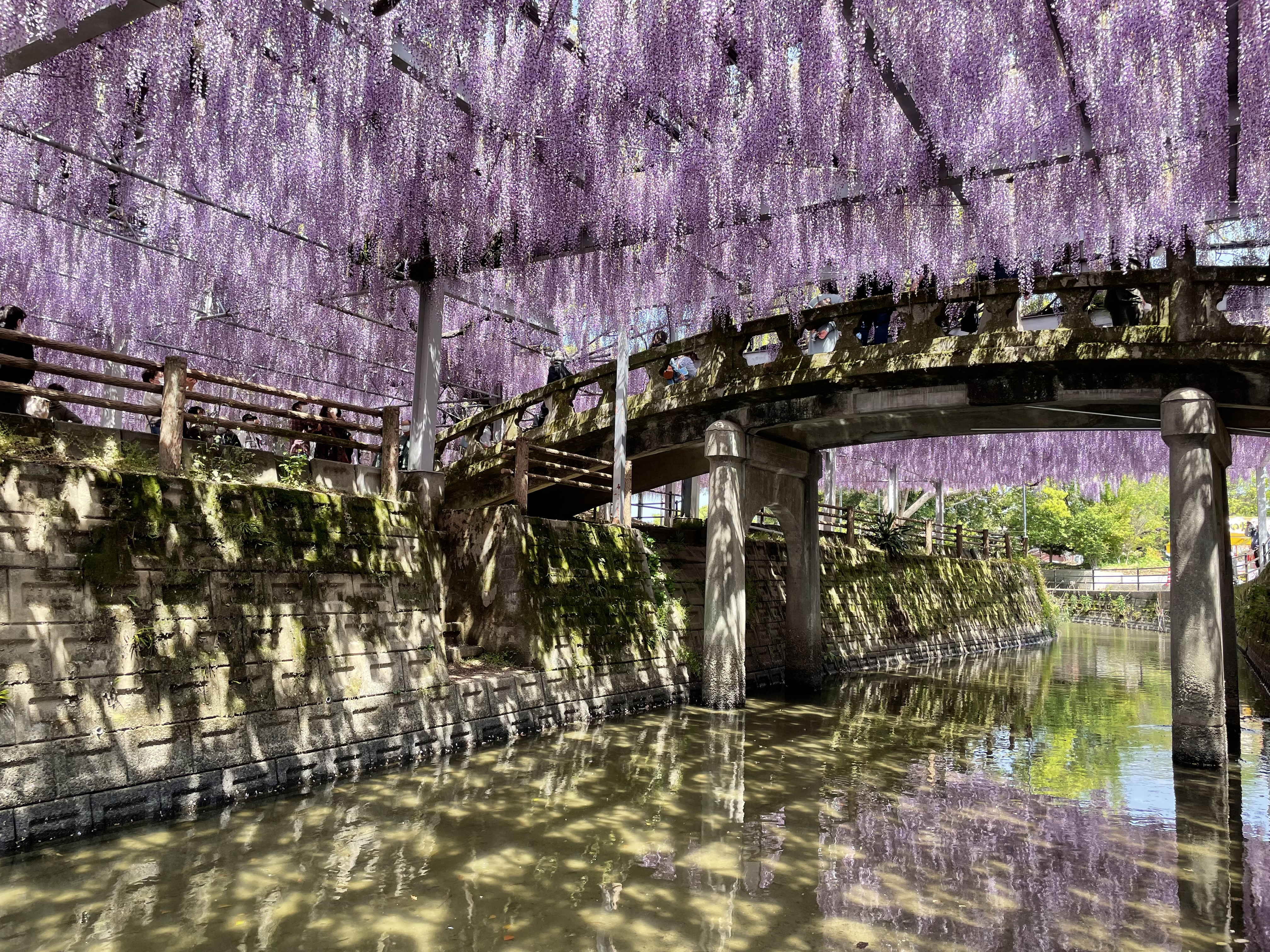
中山大藤

- 中山熊野神社 - 三橋町中山。境内に樹齢約300年とされる福岡県指定天然記念物の野田藤「中山大藤」があり、毎年4月下旬の藤の開花シーズンに「中山大藤まつり」が開催される。
- 釈迦寺 - 三橋町吉開。2008年に建立された総大理石製の釈迦坐像「柳川大仏」がある。
- 史跡・塩塚百八人塚（史跡・蒲池鎮漣夫人他百八人殉難之地） - 大和町塩塚
- 中島の朝市 - 大和町中島
- 崇久寺 - 東蒲池
- 柳川ひまわり園 - 橋本町（両開地区）。市西端部の干拓地の一角にあり、例年7月下旬の開園時期には多数のヒマワリが咲く。

なお、現柳川市域全域がカササギ生息地として国の天然記念物に指定されている（市外にも福岡・佐賀両県にまたがり指定されている地域がある）。

### 名物料理・食品

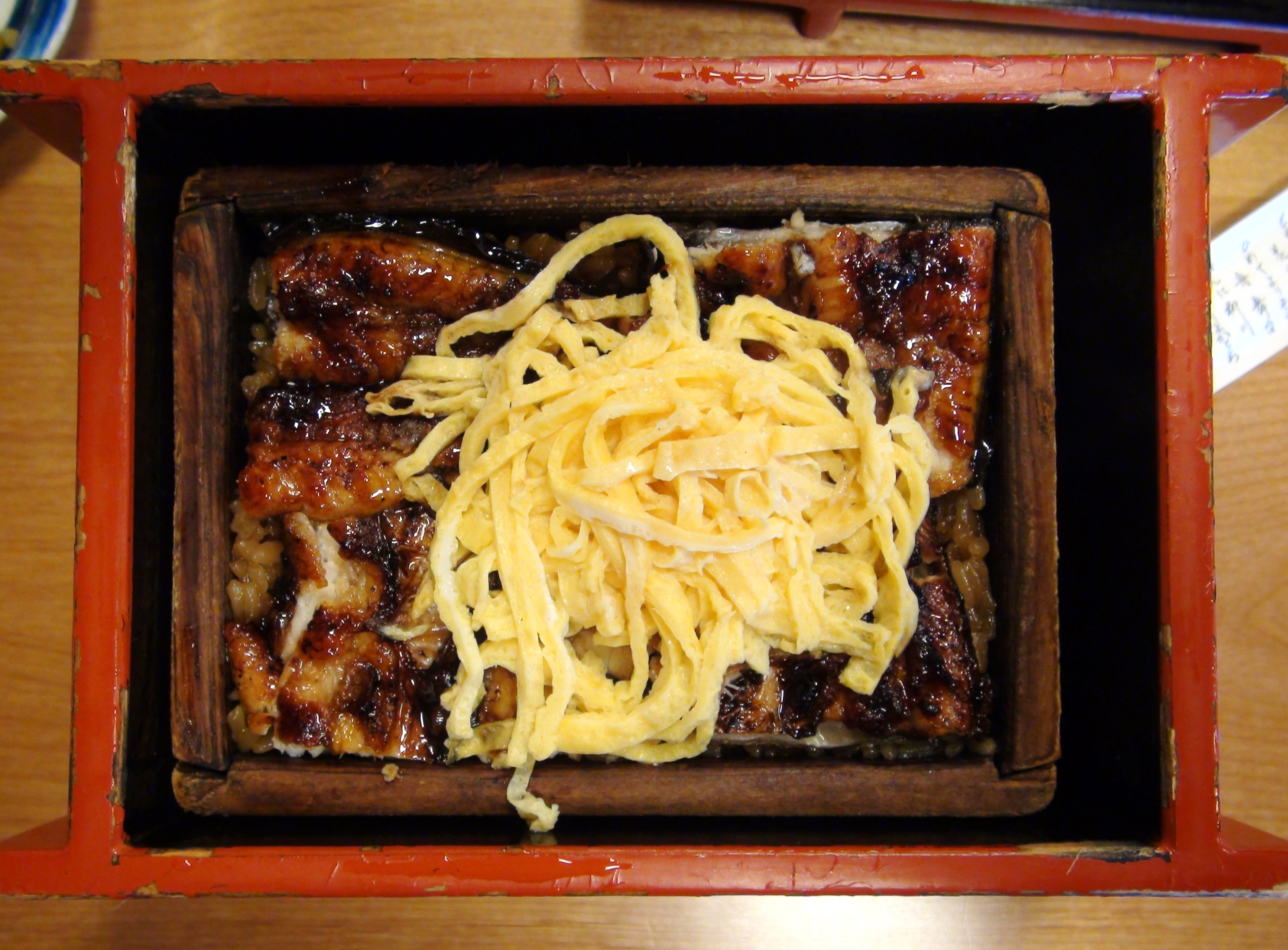
うなぎのせいろ蒸し

- うなぎのせいろ蒸し - タレをかけたご飯の上にウナギの蒲焼と錦糸卵を乗せせいろで蒸す
- 柳川なべ - ドジョウとゴボウ、シイタケなどを煮込み卵でとじる
- 越山もち（こっさんもち） - 白餡を白玉生地で包み砂糖を振りかけた和菓子

## 祭事・催事
- さげもん（柳川雛祭り）: 2月下旬〜4月3日
- 沖端水天宮祭: 5月3日〜5日
- 中島祇園祭り: 7月
- おにぎえ: 10月
- 白秋祭: 11月1日〜3日

### 百選
- かおり風景100選: 柳川川下りとうなぎの蒸籠蒸し
- 日本の道100選: 水辺の散歩道[11]
- 水の郷百選: 水辺とひとが輝くまち 柳川
- 疏水百選: 柳川の堀割

## 文化
詩人、北原白秋の故郷でもあり、生家が今日も保存されている。市内には、ゆかりの北原白秋、檀一雄、長谷健他の歌碑、詩碑、句碑が多数ある。
実写映画『柳川堀割物語』（製作宮崎駿、監督高畑勲）は、住民が荒廃した掘割の再生に取り組むさまを記録したドキュメンタリーである。架空の町を舞台とする『廃市』（原作福永武彦、監督大林宣彦）も柳川で撮影が行われた。
写真家荒木経惟・陽子夫妻は新婚旅行で柳川を訪れ、写真集「センチメンタルな旅」として出版した。また、彼らのエッセイをもとにした「東京日和」（監督・主演竹中直人）でもこの「センチメンタルな旅」の写真をもとにした柳川のシーンが描かれている。
このほかに、日本文学研究者の藤村作、作家の長谷健、俳人の木村緑平、哲学者の廣松渉、俳優の妻夫木聡、歌手の徳永英明の実家、歌手の松田聖子の実家（蒲池家）の菩提寺もある。
柳川を舞台とするアニメ映画として『ドットハック セカイの向こうに』がある。柳川を舞台とするドキュメンタリーとして新日本風土記「水郷 柳川」（2020年10月23日、NHK-BSP）がある。
また、2021年には柳川を舞台とする中国映画『柳川』(チャン・リュル監督)が製作された。

### 掘割

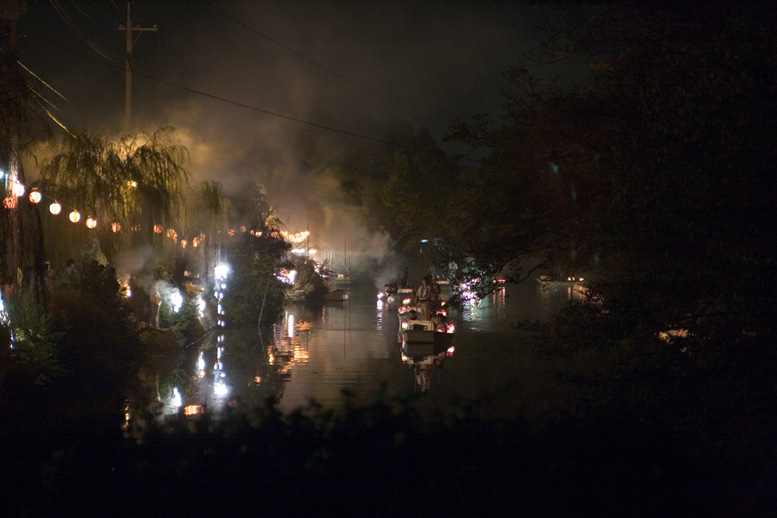
白秋祭での掘割の夜景

掘割は、クリークとも呼ばれる水路であり、柳川を含めた筑紫平野南部に一般的に存在する。筑紫平野南部では六角川・嘉瀬川・筑後川・矢部川などの主要河川が有明海に注ぎ込んでおり、中世以前には低湿地帯が広がっていた。中世以降、徐々に低湿地帯を掘削・開墾（土地かさ上げによる乾田化）することで人工的な農地が形成されてきたが、掘削後の水路が掘割と呼ばれることとなった。
柳川市内の掘割は、戦国時代の領主蒲池鑑盛が柳川城の水の防壁として開発し、柳川城を九州屈指の難攻不落の堅城としたが、近世都市との関連では立花氏に先立つ領主田中吉政によって整備され、上水道・農業用水路・洪水予防の貯水路としての機能が強化された。上水道網が完備する昭和40年代までは掘割は上水道・水運など生活用水としての役割を担っていた。しかし、上水道網・道路網の整備が進むに連れて掘割の清掃がなされなくなり、掘割は水草に埋没し、ゴミの不法投棄が横行した。柳川出身の作家檀一雄は、当時の市長に「我が故郷はシブタも住まず蚊蚊ばかり」という句を送り、往時の姿を失った掘割を嘆いている（シブタとは小魚の一種）。
1977年（昭和52年）には、柳川市街地の掘割を暗渠・埋め立てする計画が市議会により承認され実施直前であったが、下水道係長であった広松伝の研究・啓蒙活動を受けて、市長古賀杉夫の判断により一転して掘割の保存、整備を進めることとなった。1978年（昭和53年）に、掘割の浚渫や排水規制を主体とする河川浄化計画が実施され、柳川の掘割は蘇った。しかし、化学薬品の流入や一般家庭の生活廃水による富栄養化の問題、下水道整備の不足など、掘割の再生は途上である。
柳川市の掘割の総延長は930 kmであり、貴重な農業水利および、市街域の掘割を巡る「川下り」の舞台として観光資産となっている。

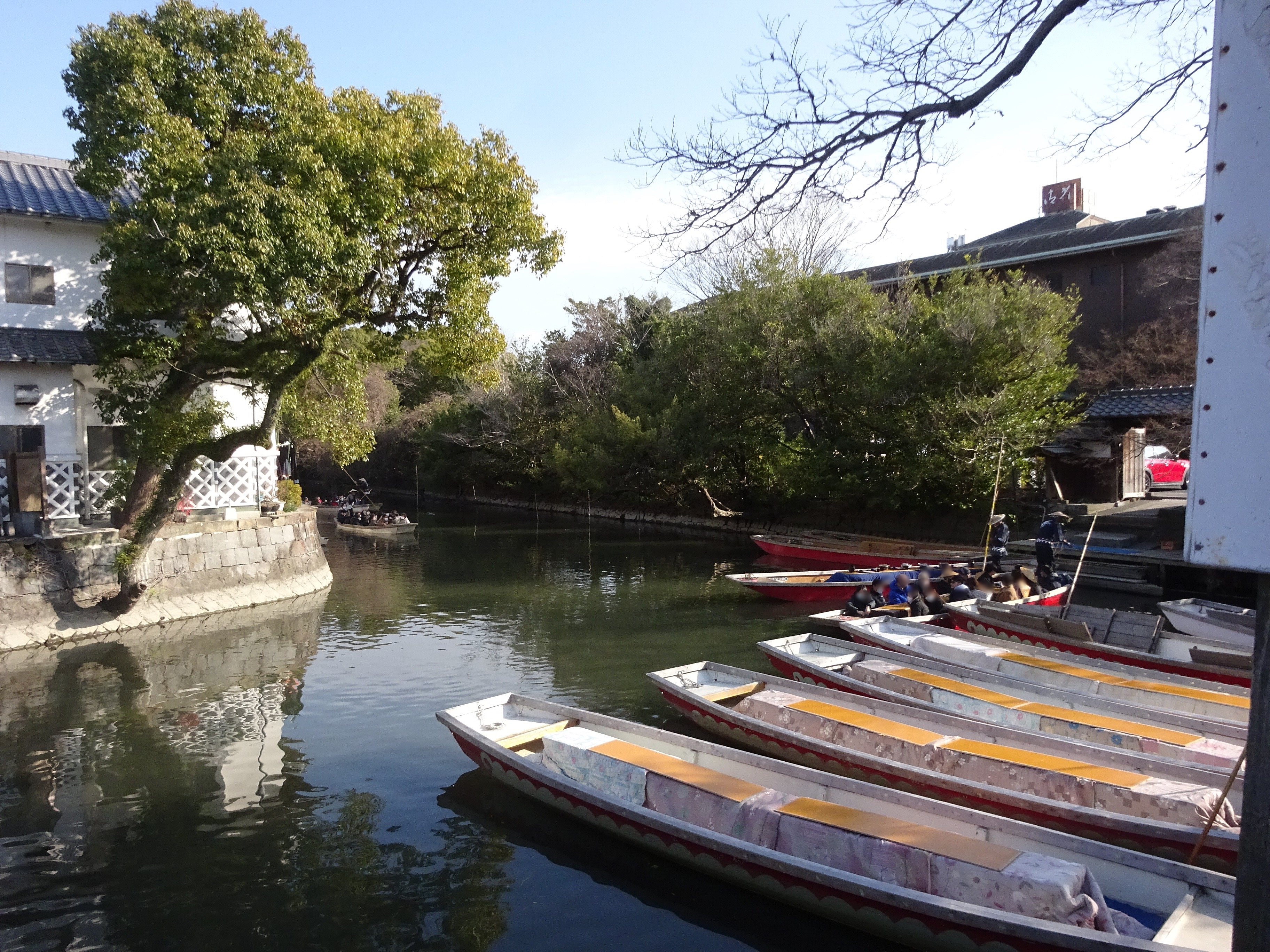
新外町乗船場
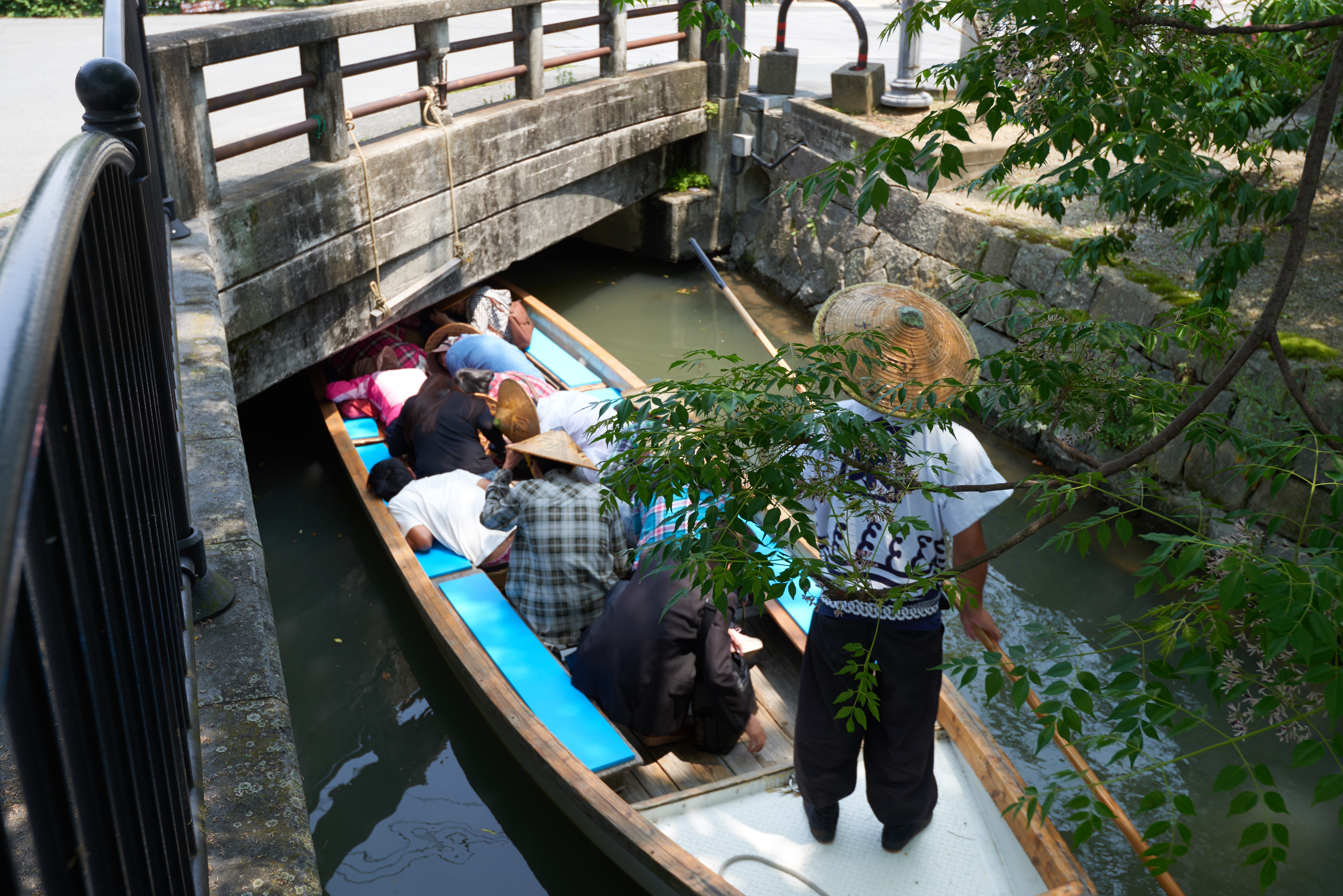
橋が低いので伏せる客
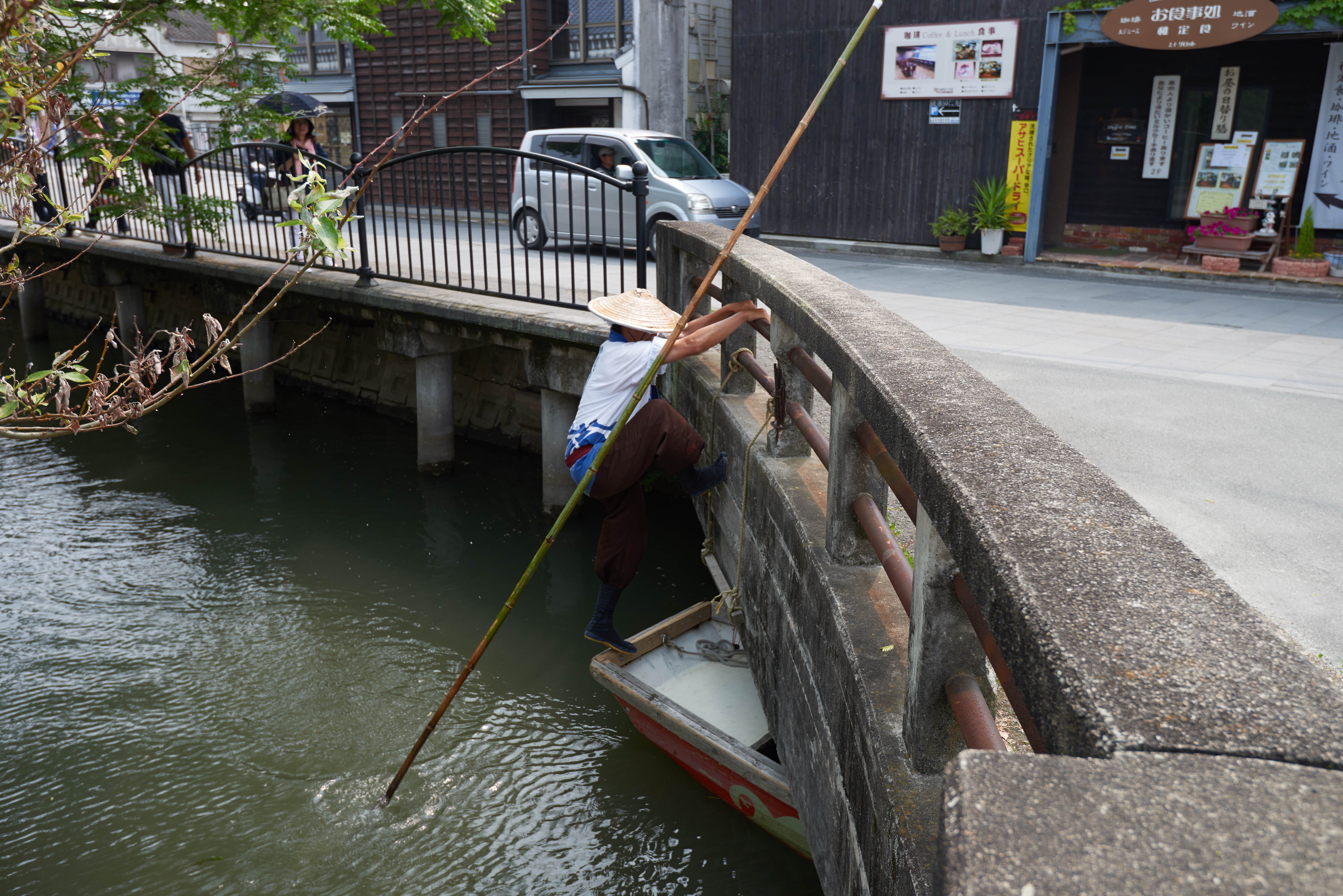
橋を乗り越える船頭
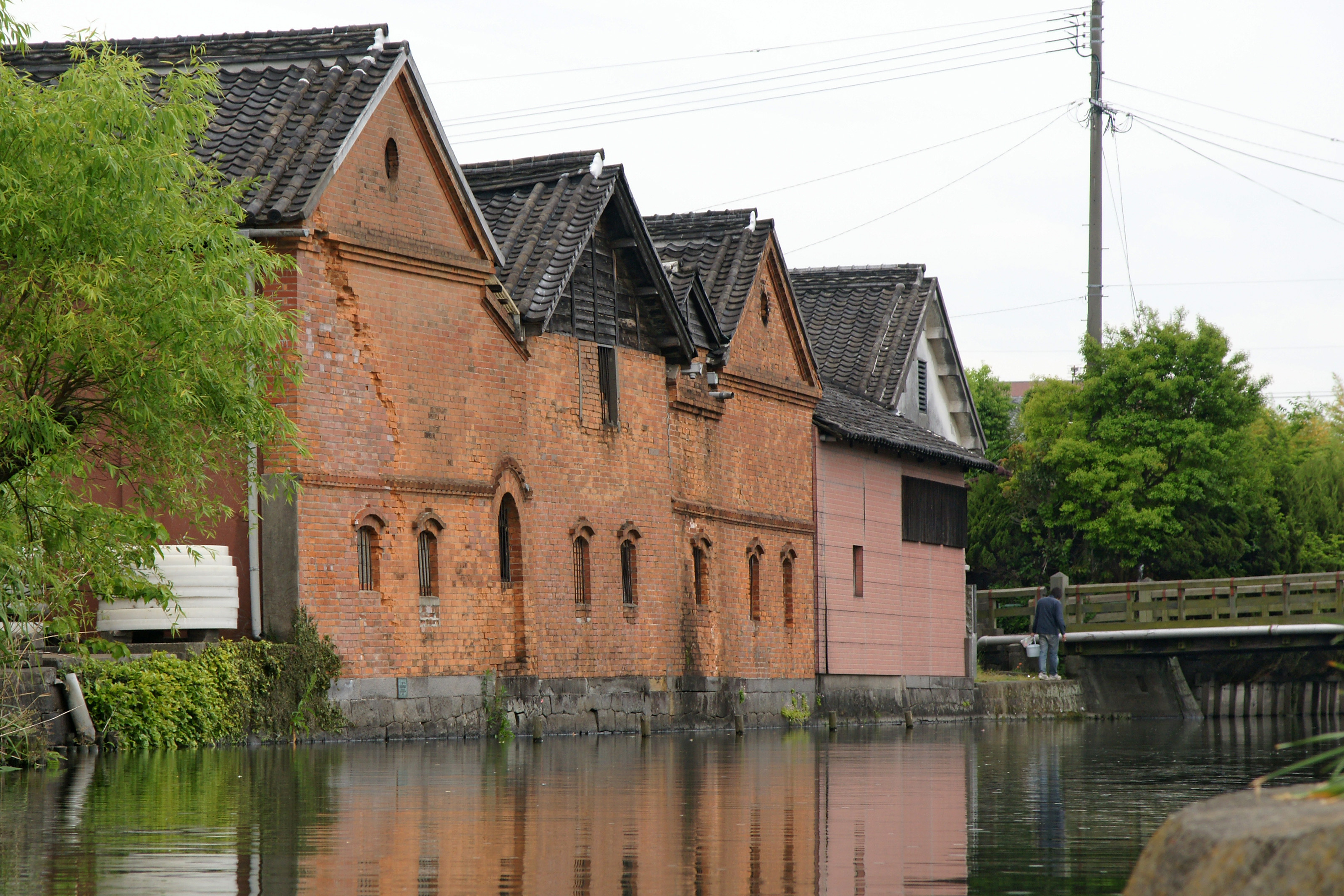
掘割脇のレンガ倉庫

## 関連人物

### 出身の人物
- 北原白秋（詩人）(1885～1942)
- 菅原杜子雄（詩人）
- 長谷健（作家）(1904～1957)
- 檀一雄（作家）(1912～1976)
- 木村緑平（俳人）(1888～1968)
- 藤村作（国文学者）(1875～1953)
- 廣松渉（哲学者）(1933～1994)

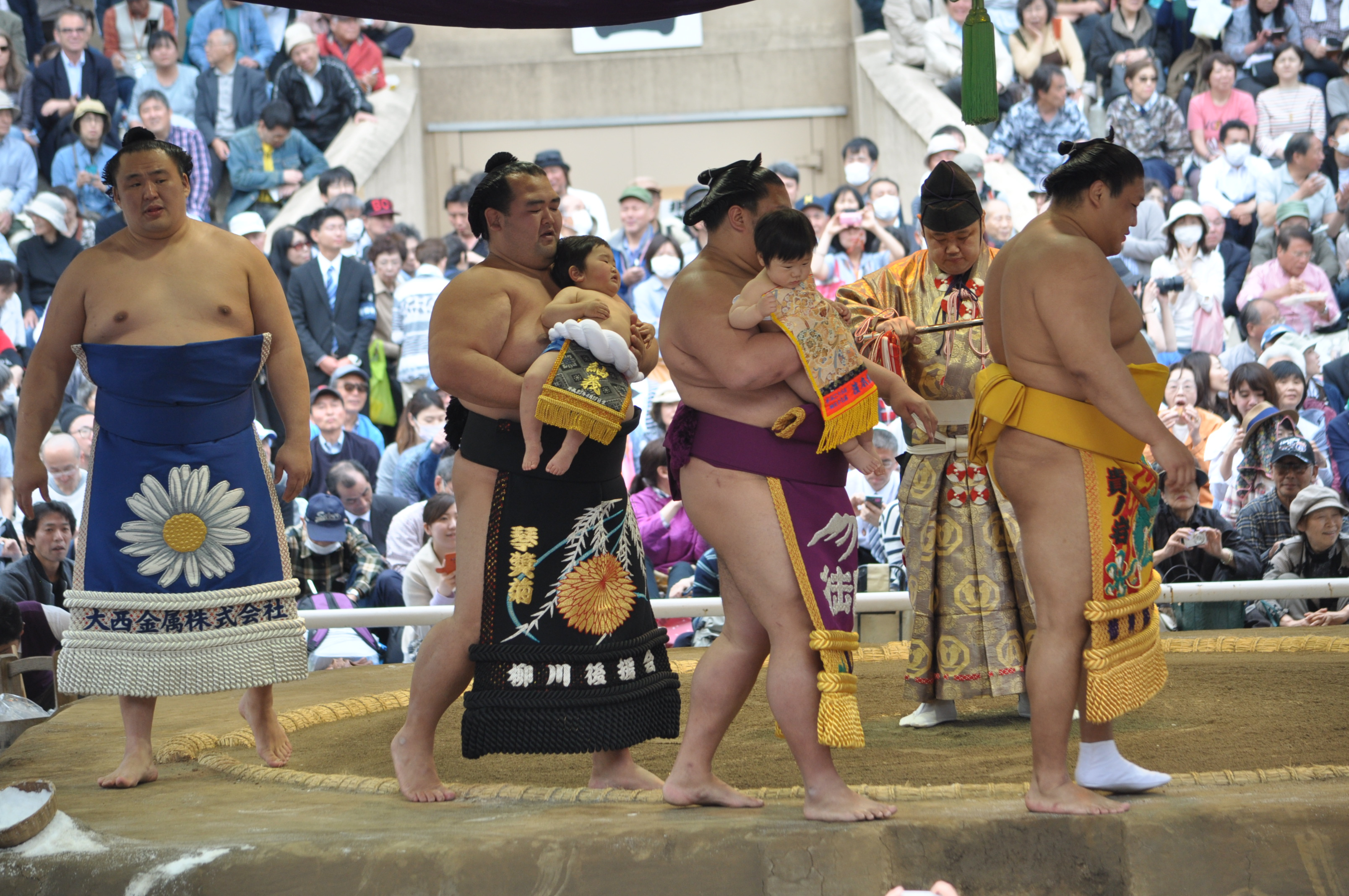
靖国神社奉納大相撲で土俵入りする琴奨菊

- 海老名弾正（キリスト教思想家・同志社総長）(1856～1937)
- 川辺御楯（日本画家）(1838～1905)
- 村石米齋（書道家・画家）
- 井上佐由紀（写真家）
- 富重利平（写真家）(1837～1922)
- 中山岩太（写真家）(1895～1949)
- 雲龍久吉（力士・第10代横綱）(1823～1890)
- 佐賀ノ海初太郎（力士・元前頭）(1884～1937)
- 大潮英雄（力士・元十両）
- 大蛇川覚（力士・元十両）(1938～1985)
- 富士の岩秀之（力士・元十両）
- 琴奨菊和弘（力士・第242代元大関）
- 筑後山一政（力士・元十両）(1926～1978)
- 園田勇（柔道選手）
- 小野英二郎（銀行家・第4代日本興業銀行総裁）(1864～1927)
- 渡邊正光（福岡市副市長）(1953～2017)
- 徳永英明（歌手）
- 妻夫木聡（俳優）
- 北山たけし（歌手）
- 台所おさん（落語家）
- 勝山慎司（お笑いタレント・ムーディ勝山）
- もとむらえり（漫画家）
- 井口卓人（レーシングドライバー）
- 坂井淳子（フリーアナウンサー・元FM宮崎アナウンサー）
- 内山田洋（作曲家・内山田洋とクールファイブのリーダー）(1936～2006)
- 金子剛 (サウンドクリエーター)（ゲームミュージック、作曲家）
- 足立賢明（いきものがかり サポートメンバー マニピュレーター）
- 田口悌治（ジャズギタリスト）
- 目野哲也（中央競馬調教師）
- 坂井聖人（水泳選手・2016年リオデジャネイロ・オリンピック 男子200mバタフライ銀メダリスト）
- 柿木映二（元プロ野球選手・投手・福岡ソフトバンクホークス）
- 黒滝サク（モデル・タレント）
- 坂口カンナ（ローカルタレント・ラジオDJ）
- 大木史朗（俳優）
- 大曲錬（プロ野球選手・投手・埼玉西武ライオンズ）
- 古賀優大（プロ野球選手・捕手・東京ヤクルトスワローズ）
- 椛島健一（フリーアナウンサー、BOATRACE児島実況担当）
- 月足天音（アイドル、元HKT48現FRUITS ZIPPER）

### ゆかりの人物
- 小野俊一（動物学者、社会運動家） - 父の小野英二郎が柳川市出身。(1892～1958)
- オノ・ヨーコ（芸術家） - 祖父の小野英二郎が柳川市出身。
- 松岡修造（元プロテニス選手、テニス解説者） - 柳川高等学校出身。

## 柳川市が撮影場所になった作品
- 廃市(1983年映画、日本アート・シアター・ギルド、大林宣彦監督)
- 柳川堀割物語(1987年映画、二馬力、高畑勲監督)
- 柳川(2021年中国映画、チャン・リュル監督)
- 風が通り抜ける道・・すべての愛が存在する島(2024年映画、イオンエンターテイメント、田中壱征監督、沖縄県後援）